# ایجی باندو
ایجی باندو (انگلیسی: Eiji Bandō؛ زادهٔ ۵ آوریل ۱۹۴۰) یک بازیکن بیس‌بال، بازیگر اهل ژاپن است.
از فیلم‌ها یا برنامه‌های تلویزیونی که وی در آن نقش داشته است می‌توان به گردن اشاره کرد.